# Juan López (Fußballtrainer)
Juan López, vollständiger Name Juan López Fontana, (* 15. März 1908; † 15. April 1984) war ein uruguayischer Fußballtrainer.
Am 2. Dezember 1947 debütierte López im Rahmen der Südamerikameisterschaft jenes Jahres im Amt des Trainers der uruguayischen Fußballnationalmannschaft und betreute diese auch bei der Weltmeisterschaft 1950. Dort gewann er mit ihr den Weltmeistertitel und saß auch bei der WM 1954 erneut als verantwortlicher Übungsleiter auf der Bank seines Landes. Ihm zur Seite stand dabei Assistent Dr. Vázquez.
Mindestens bei der Südamerikameisterschaft 1957 und bei den vier WM-Qualifikationsspielen zwischen dem 16. Juni und 28. Juli 1957 war er erneut uruguayischer Nationaltrainer. Anschließend war er von 1959 bis 1960 für die ecuadorianische Fußballnationalmannschaft verantwortlich. Bei der Weltmeisterschaft 1962 bildete er gemeinsam mit Hugo Bagnulo das Trainer-Trio um Nationaltrainer Roberto Scarone, dass das uruguayische Nationalteam betreute. Bei der 1:3-Niederlage am 4. Dezember 1965 im Freundschaftsspiel gegen die Auswahl der UdSSR hatte er erneut die Verantwortung als Nationaltrainer Uruguays inne.